# 亨德森 (路易斯安那州)
亨德森（英語：Henderson），是美国路易斯安那州下属的一座城市。根据2010年美国人口普查，该市有人口1,674人。建置上，属于“town”。